# Senador Alexandre Costa
Senador Alexandre Costa é um município brasileiro do estado do Maranhão.

## História
Foi criado pela Lei Nº 6.153, de 10 de novembro de 1994, o município de Senador Alexandre Costa, com sede no Povoado Espírito Santo, a ser desmembrado do município de Governador Eugênio Barros.
O município de Senador Alexandre Costa limita-se ao Norte com o município de São João do Soter; a Leste com o município de Caxias; a Oeste com os municípios de Governador Eugênio Barros e Gonçalves Dias.
O nome do município é em homenagem ao político maranhense Alexandre Alves Costa.

## Geografia
O município de Senador Alexandre Costa possui uma extensão territorial de 426,431 quilômetros quadrados, ocupando a 180 posição entre os 217 municípios maranhenses em termos de área.

### Demografia
Segundo dados do Censo Demográfico de 2022, Senador Alexandre Costa contava com 10.207 habitantes, resultando em uma densidade populacional de aproximadamente 23,94 habitante por quilômetro quadrado. No contexto estadual, o município ocupava a 172 posição em número de habitantes e a 77 em densidade demográfica comparando-se com outros municípios do estado do Maranhão. A estimativa populacional para o ano de 2024 era de 10.445 habitantes.

### Povoados:
O município possui os seguintes povoados:
- Alto Alegre;
- Boa Esperança;
- Bonito;
- Cajazieras;
- Centro do Agostinho;
- Centro do Mearim;
- Marituba;
- Morros;
- Peter;
- Pontal;
- São Gonçalo;
- São Paulo;
- Vista Alegre.

### Educação
Em 2010, a taxa de escolarização de crianças entre 6 e 14 anos em Senador Alexandre Costa era de 95,3 %, colocando o município na 169 colocação entre os 217 do estado. Quanto ao Índice de Desenvolvimento da Educação Básica (IDEB) referente ao ano de 2023, os anos iniciais do ensino fundamental na rede pública apresentaram índice de 4,8 enquanto os anos finais atingiram 3,9.
| Taxa de escolarização de 6 a 14 anos de idade [2010]             | 95,3 %           |
| IDEB – Anos iniciais do ensino fundamental (Rede pública) [2023] | 4,8              |
| IDEB – Anos finais do ensino fundamental (Rede pública) [2023]   | 3,9              |
| Matrículas no ensino fundamental [2023]                          | 1.692 matrículas |
| Matrículas no ensino médio [2023]                                | 340 matrículas   |
| Docentes no ensino fundamental [2023]                            | 128 docentes     |
| Docentes no ensino médio [2023]                                  | 17 docentes      |
| Número de estabelecimentos de ensino fundamental [2023]          | 22 escolas       |
| Número de estabelecimentos de ensino médio [2023]                | 1 escolas        |

Fonte: IBGE

## Economia
Em 2021, o Produto Interno Bruto (PIB) per capita de Senador Alexandre Costa foi de R$ 9.025,36, valor que colocava o município na 115 posição entre os 217 do estado do Maranhão. Já em 2023, as receitas oriundas de fontes externas representavam 97,22 % do total arrecadado pelo município, o que o posicionava em 10 lugar no ranking estadual.
| PIB per capita [2021]                                                                           | 9.025,36 R$      |
| Índice de Desenvolvimento Humano Municipal (IDHM) [2010]                                        | 0,538            |
| Total de receitas brutas realizadas [2023]                                                      | 53.364.292,52 R$ |
| Transferências correntes (Percentual em relação às receitas correntes brutas realizadas) [2023] | 97,22 %          |
| Total de despesas brutas empenhadas [2023]                                                      | 51.893.389,12 R$ |

Fonte: IBGE
| Salário médio mensal dos trabalhadores formais [2022]                                             | 1,9 salários mínimos |
| Pessoal ocupado [2022]                                                                            | 521 pessoas          |
| População ocupada [2022]                                                                          | 5,10 %               |
| Percentual da população com rendimento nominal mensal per capita de até 1/2 salário mínimo [2010] | 53,1 %               |

Fonte: IBGE